# Ramkumar Verma
Pour les articles homonymes, voir Verma.
Ramkumar Verma, né dans le district de Sagar (Madhya Pradesh), en Inde, le 15 septembre 1905 et mort en 1990, est un poète indien écrivant en hindi qui a publié plusieurs pièces en un acte ainsi que des anthologies de son œuvre.

## Honneurs
Ramkumar Verma a été honoré de la Padma Bhushan en 1963, dans la catégorie littérature et éducation.